# Adoración (nombre)
Adoración es un nombre propio femenino de origen latino en su variante en español. El significado del nombre es el mismo que de la palabra homónima, el efecto de adorar, y proviene de la Adoración de los reyes magos al niño Jesús.

## Santoral
6 de enero: Adoración de los reyes magos.

## Variantes
- Diminutivo: Dora, Dori, Ado

### Variantes en otros idiomas
| Variantes en otras lenguas | Variantes en otras lenguas |
| -------------------------- | -------------------------- |
| Español                    | Adoración                  |
| Catalán                    | Adoració                   |
| Euskera                    | Gurtasun                   |
| Francés                    | Adoration                  |
| Inglés                     | Adoration                  |
| Italiano                   | Adorazione                 |
| Latín                      | Adoratio                   |
| Portugués                  | Adoração                   |